# Система Кантарейра
Система Кантарейра (порт. Sistema Cantareira) — система сосредоточения водных ресурсов (в водохранилищах) для хозяйственных нужд Большого Сан-Паулу, Бразилия. Её основная инфраструктура состоит из 6 плотин, комплекса туннелей и каналов, насосной станции, предназначенной для перевалки воды через хребет Серра-да-Кантарейра. Система запущена в работу в 1973 году. Водное зеркало 86 км², территория водосбора 2307 км².